# Reese Wynans
Reese Wynans je americký klávesista, který spolupracoval s hudebníky Captain Beyond, Buddy Guy, John Mayall, Double Trouble, Stevie Ray Vaughan a další.